# Campsicnemoides vorax
Campsicnemoides vorax är en tvåvingeart som beskrevs av Charles Howard Curran 1927. Campsicnemoides vorax ingår i släktet Campsicnemoides och familjen styltflugor. Inga underarter finns listade i Catalogue of Life.